# Nordatlantiska rådet

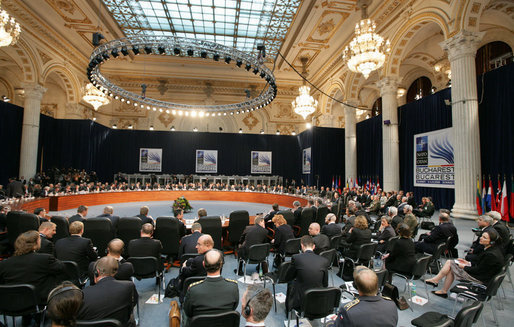
Möte med nordatlantiska rådet

Nordatlantiska rådet (engelska: North Atlantic Council, franska: Conseil de l'Atlantique nord), ibland bara Rådet är militäralliansen Natos högsta beslutande organ. Det består av medlemsstaternas ständiga representanter, och upprättades genom artikel 9 i nordatlantiska fördraget.
Ibland träffas även medlemsstaternas statschefer, regeringschefer och/eller utrikes- och försvarsministrar i samband med rådets möten.
Rådet är det enda organ som har rätt att inrätta underställda kommittéer och andra arbetsgrupper, vilket också gör att rådet har den slutgiltiga auktoriteten att bestämma över samma grupper.